# Grand Magasin Barasch
 (septembre 2023).
Le Grand Magasin Barasch de Wrocław était situé du côté Est de la place du Marché de Wrocław. Les propriétaires étaient les frères Artur et Georg Barasch - commerçants juifs. Ils installèrent le premier Grand Magasin de  Wrocław. Les frères Artur et Georg Barasch étaient propriétaires de très nombreux magasins en Silésie.

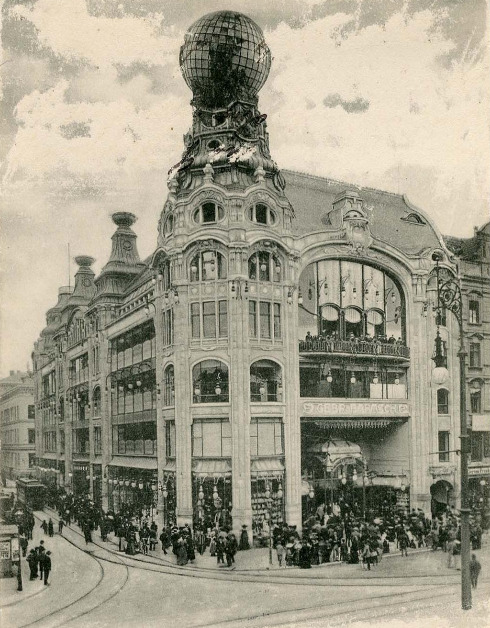
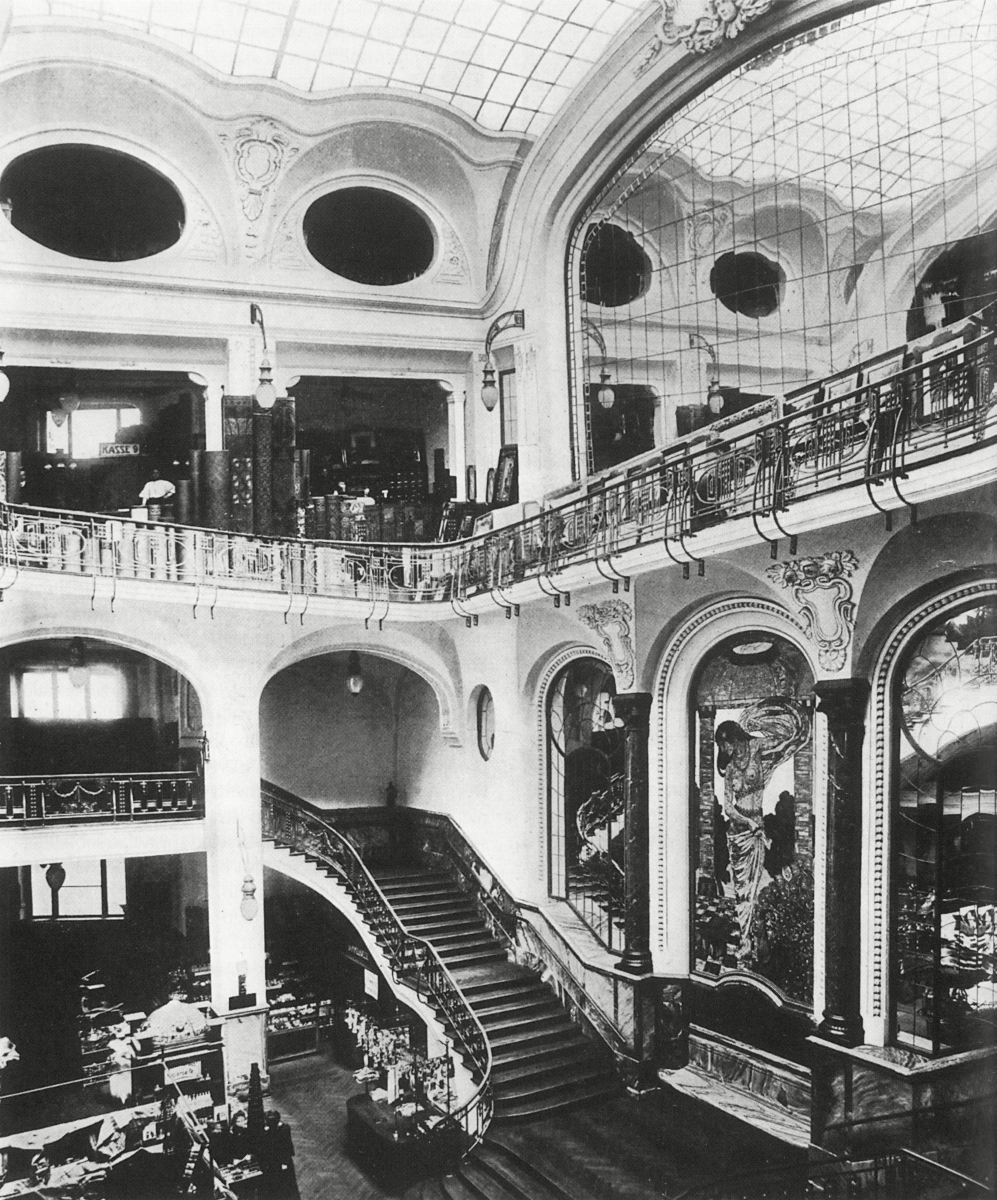